# Miękinia
Miękinia è un comune rurale polacco del distretto di Środa Śląska, nel voivodato della Bassa Slesia.
Ricopre una superficie di 179,48 km² e nel 2006 contava 11 635 abitanti.